# Ian McDougall (Geologe)
Ian McDougall (* 24. Mai 1935 in Hobart, Tasmanien; † 10. November 2018) war ein australischer Geologe und seit 2001 emeritierter Professor der Australian National University. Als international anerkannter Geochronologe und Experte für die Kalium-Argon-Datierung gelang ihm ab den späten 1970er-Jahren die radiometrische Datierung von diversen Gesteinsschichten im Turkana-Becken in Kenia. Aufgrund dieser Daten kann seitdem das genaue Alter von Fossilien bestimmt werden, darunter bedeutende hominine Funde wie zum Beispiel Omo 1 und Omo 2 und der Nariokotome-Junge sowie versteinerte Knochen von Australopithecus anamensis, Homo rudolfensis und Homo habilis.

## Ausbildung und Forschung in Hawaii
Nach dem Besuch der von Quäkern geführten Friends' School in seinem Heimatort Hobart studierte Ian McDougall ab 1953 an der University of Tasmania Geologie und Chemie. Für seine Bachelor-Examen führte er nördlich von Hobart im Gebiet von Bridgewater Kartierungen durch. 1957 wechselte er ans Institut für Geophysik der Australian National University, wo er in der Arbeitsgruppe der Geologin Germaine Joplin bis 1961 für seine Doktorarbeit tätig war.
1960 heiratete McDougall Pam Hodgson; das Paar bekam drei Kinder.
Mit einem CSIRO-Stipendium ging McDougall danach an die University of California, Berkeley, wo er sich im Labor von Garniss Curtis in die damals völlig neuartige Methode der Kalium-Argon-Datierung einarbeitete. Zugleich wurde er ab 1961 wissenschaftlicher Mitarbeiter und später Professor an der Australian National University. Dort war er u. a. am Aufbau eines Labors für radiometrische Datierungen beteiligt und nutzte dieses Labor anfangs vor allem für die nun erstmals technisch möglichen Datierung von relativ jungem, unterschiedlich altem vulkanischen Gestein mehrerer Inseln Hawaiis. Die Ergebnisse dieser Messungen ergaben Hinweise auf die Verschiebung der vulkanischen Aktivität im Bereich dieser Inselkette, was im Einklang steht mit anderen Messungen zur Theorie der Kontinentaldrift.

## Forschung im Turkana-Becken
Ab 1978 wurde Ian McDougall mit der Datierung eines Leithorizonts im Gebiet von Omo und Turkana-See in Kenia betraut, einer als KBS-Tuff (Kay-Behrensmeyer-Site-Tuff) bezeichneten Vulkanit-Schicht. Innerhalb und oberhalb dieser in der gesamten Region nachweisbaren Schicht waren zahlreiche hominine Fossilien entdeckt worden, darunter zum Beispiel der so genannte Black Skull von Paranthropus aethiopicus. Unterhalb der Schicht hatte das Typusexemplar – der Schädel KNM-ER 1470 – von Homo rudolfensis gelegen, der 1972 unter der Leitung von Richard Leakey bei Koobi Fora entdeckt und aufgrund seiner Merkmale zu den frühesten Belegen der Gattung Homo gestellt worden war. Umstritten war jedoch das Alter des KBS-Tuffs und damit insbesondere das Alter von Homo rudolfensis: Die Berechnungen hatten teils 1,6 Millionen Jahre, teils 2,6 Millionen Jahre ergeben.
In seinem Sachbuch Bones of Contention. Controversies in the Search for Human Origins hat Roger Lewin dem Streit um die Datierung des KBS-Tuffs mehrere Kapitel gewidmet. Demnach hatten die britischen Geologen F. J. Fitch und J. A. Miller Ende der 1960er-Jahre der Tuff-Schicht ein Alter von 2,61 Millionen Jahren zugeschrieben. Zwar gab es früh Zweifel an dieser Datierung, da Leitfossilien aus anderen, ähnlich alt datierten Fundstätten Afrikas im Bereich des KBS-Tuffs fehlten und die örtlichen Fossilien – insbesondere Schweinezähne aus der Gattung Mesochoerus – ein Alter von maximal 2,0 Millionen Jahren nahe legten. Die ursprünglichen Merkmale des Schädels KNM-ER 1470 und die von Richard Leakey unterstellte, langsame Geschwindigkeit der Evolution der Gattung Homo sprachen jedoch für die Plausibilität der Datierung in eine deutlich ältere Epoche. An dieser, Lewin zufolge ins damalige Weltbild der Paläoanthropologen passenden Einschätzung änderte im Februar 1975 auch ein Vortrag von Garniss Curtis nichts, den er im Verlauf einer Tagung der Geological Society of London hielt und in dem er der Tuff-Schicht ein Alter von 1, 82 ± 0,04 Millionen Jahren zuschrieb; Curtis wurde unterstellt, Gesteinsproben aus einer anderen Schicht analysiert zu haben.
Sowohl Curtis’ Labor an der University of California, Berkeley als auch Fitch und Miller in Großbritannien beharrten in den folgenden Jahren auf der Richtigkeit ihrer Messungen, so dass Richard Leakey und Glynn Isaac schließlich 1978 einen „neutralen“, in den Datierungsstreit bislang nicht einbezogenen Fachmann um dessen Expertise baten: Ian McDougall. Dessen Tuff-Datierung per Kalium-Argon-Methode – 1,89 ± 0,01 Millionen Jahre – wurde im Jahr 1980 in Nature publiziert, in derselben Ausgabe wie eine zweite, unabhängige Spaltspurdatierung, die ein Alter von 1, 87 ± 0,04 Millionen Jahre ergeben hatte. Seitdem gilt die Datierung der Tuff-Schicht als gesichert.
In den folgenden Jahren datierte Ian McDougall zahlreiche weitere Schichten im Turkana-Becken.

## Publikationen (Auswahl)
- Determination of the Age of a Basic Igneous Intrusion by the Potassium–Argon Method. In: Nature. Band 190, 1961, S. 1184–1186, doi:10.1038/1901184a0.
- mit Robert A. Duncan: Migration of volcanism with time in the Marquesas Islands, French Polynesia. In: Earth and Planetary Science Letters. Band 21, Nr. 4, 1974, S. 414–420, doi:10.1016/0012-821X(74)90181-2.
- mit Ronald T. Watkins: Age of hominoid-bearing sequence at Buluk, northern Kenya. In: Nature. Band 318, 1985, S. 175–178, doi:10.1038/318175a0.
- mit Meave Leakey, Craig S. Feibel, Alan Walker: New four-million-year old hominid species from Kanapoi and Allia Bay, Kenya. In: Nature. Band 376, 1995, S. 565–571, doi:10.1038/376565a0, Volltext (PDF). (Memento vom 22. Juli 2018 im Internet Archive)
- mit Timothy Mark Harrison: Geochronology and Thermochronology by the 40Ar-39Ar Method. Oxford University Press, 2. Aufl. 1999, ISBN 978-0-19-510920-7.
- mit Meave Leakey und anderen: New hominin genus from eastern Africa shows diverse middle Pliocene lineages. In: Nature. Band 410, 2001, S. 433–440, doi:10.1038/35068500.
- mit Francis H. Brown und John G. Fleagle: Stratigraphic placement and age of modern humans from Kibish, Ethiopia. In: Nature. Band 433, 2005, S. 733–736, doi:10.1038/nature03258, Volltext (PDF). (Memento vom 9. August 2017 im Internet Archive)
- mit Francis H. Brown, Bereket Haileab: Sequence of tuffs between the KBS Tuff and the Chari Tuff in the Turkana Basin, Kenya and Ethiopia. In: Journal of the Geological Society. Band 163, 2006, S. 185–204, doi:10.1144/0016-764904-165.
- Brief history of isotope geology at the Australian National University. In: Australian Journal of Earth Sciences. Band 55, Nr. 6–7, 2008, S. 727–736, doi:10.1080/08120090802155258.
- mit Francis H. Brown: Geochronology of the pre-KBS Tuff sequence, Omo Group, Turkana Basin. In: Journal of the Geological Society. Band 165, 2008, S. 549–562, doi:10.1144/0016-76492006-170.
- mit Francis H. Brown, John G. Fleagle: Sapropels and the age of hominins Omo I and II, Kibish, Ethiopia. In: Journal of Human Evolution. Band 55, Nr. 3, 2008, S. 409–420, doi:10.1016/j.jhevol.2008.05.012.
- Age of volcanism and its migration in the Samoa Islands. In: Geological Magazine. Band 147, Nr. 5, 2010, S. 705–717, doi:10.1017/S0016756810000038.
- Perspectives on 40Ar-39Ar dating. In: Geological Society, London, Special Publications. Nr. 378, S. 9–20, 2013, doi:10.1144/SP378.20.

## Belege
1. ↑  Fellows update—November 2018. Australian Academy of Science, 28. November 2018, abgerufen am 6. Januar 2019 (englisch).
2. ↑  Eintrag McDougall, Ian in der Encyclopedia of Australian Science, eingesehen am 23. Mai 2018.
3. ↑  Roger Lewin: Bones of Contention. Controversies in the Search for Human Origins. Touchstone 1988, ISBN 0-671-66837-4.
4. ↑  F. J. Fitch und J. A. Miller: New Hominid Remains and Early Artefacts from Northern Kenya: Radioisotopic Age Determinations of Lake Rudolf Artefact Site. In: Nature. Band 226, 1970, S. 226–228, doi:10.1038/226226a0.
5. ↑  G. H. Curtis et al.: Age of KBS Tuff in Koobi Fora Formation, East Rudolf, Kenya. In: Nature. Band 258, 1975, S. 395–398, doi:10.1038/258395a0.
6. ↑  Ian McDougall et al.:  K–Ar age estimate for the KBS Tuff, East Turkana, Kenya. In: Nature. Band 284, 1980, S. 230–234, doi:10.1038/284230a0.
7. ↑   A. J. W. Gleadow: Fission track age of the KBS Tuff and associated hominid remains in northern Kenya. In: Nature. Band 284, 1980, S. 225–230, doi:10.1038/284225a0.

| Personendaten    | Personendaten                 |
| ---------------- | ----------------------------- |
| NAME             | McDougall, Ian                |
| KURZBESCHREIBUNG | australischer Geologe         |
| GEBURTSDATUM     | 24. Mai 1935                  |
| GEBURTSORT       | Hobart, Tasmanien, Australien |
| STERBEDATUM      | 10. November 2018             |